# Silic nitride
Silic nitride là một hợp chất hóa học vộ cơ, có thành phần chính gồm hai nguyên tố silic và nitơ. Si3N4 là chất ổn định nhiệt động nhất của các hợp chất silic nitride. Do đó, Si3N4 chính là chất xúc tác thương mại quan trọng nhất của nhóm hợp chất này. Hợp chất này thường được hiểu là những gì đang được đề cập tới với thuật ngữ "silic nitride". Hợp chất tồn tại với dạng một chất rắn trắng, điểm nóng chảy cao và tương đối trơ về mặt hóa học, bị tấn công bởi HF pha loãng và H2SO4 nóng. Nó có độ cứng cao (8,5 trên thang mohs).

## Các ứng dụng
Nói chung, vấn đề chính với các ứng dụng của silic nitride silicon đã không được biết đến với hiệu suất kỹ thuật, nhưng là bởi chi phí. Khi chi phí đã giảm, số lượng các ứng dụng sản xuất có thành phần hợp chất này đang gia tăng..

### Y khoa
Silic nitride có nhiều ứng dụng chỉnh hình.. Vật liệu này cũng là một sự thay thế cho PEEK (polyether ether ketone) và titan, được sử dụng cho các thiết bị tổng hợp tủy sống. Nó là bề mặt có tính chất hút nước, hydroxide hóa silic nitride góp phần vào độ khỏe, độ bền và độ tin cậy của vật liệu so với PEEK và Titan.